# Film in 1927
Dit artikel gaat over de film in het jaar 1927.

## Gebeurtenissen
- 10 januari – De film Metropolis gaat in première.
- 12 april – The Marx Brothers' Zeppo Marx trouwt met Marion Benda.
- 9 mei – De Academy of Motion Picture Arts and Sciences werd tot stand gebracht.
- 6 oktober – De film The Jazz Singer gaat in première. Ondanks niet de eerste geluidsfilm, steeg door de film wel de populariteit van de geluidsfilm.

## Succesvolste films
| Plaats | Titel           | Studio       | Opbrengst      | Opbrengst  | Opbrengst           | Opbrengst |
| Plaats | Titel           | Studio       | Internationaal | VS/Canada  | Verenigd Koninkrijk | Australië |
| ------ | --------------- | ------------ | -------------- | ---------- | ------------------- | --------- |
| 1.     | The Jazz Singer | Warner Bros. |                | $3.000.000 |                     |           |

## Prijzen
1ste Oscaruitreiking:
- Academy Award voor Beste Film: Wings
- Academy Award voor Unieke en Artistieke Film: Sunrise
- Academy Award voor Beste Acteur: Emil Jannings - The Last Command en The Way of All Flesh
- Academy Award voor Beste Actrice: Janet Gaynor - 7th Heaven, Street Angel en Sunrise

## Lijst van films
- 7th Heaven
- After Midnight
- Berlin: Symphony of a Great City
- The Cat and the Canary
- College
- The Demi-Bride
- The Dove
- Duck Soup
- For the Love of Mike
- The Garden of Allah
- The General
- The Heart of the Yukon
- Hotel Imperial
- Huntingtower
- It
- Le Joueur d'échecs
- The Jazz Singer
- The Kid Brother
- The Last Trail
- The Lodger: A Story of the London Fog
- London After Midnight
- Love
- Metropolis
- Mr. Wu
- My Best Girl
- Napoléon
- Oktober (Russische titel: Oktjabr)
- The Patent Leather Kid
- The Private Life of Helen of Troy
- Quality Street
- The Red Mill
- The Rough Riders
- Salammbo
- The Scar of Shame
- Sorrell and Son
- Spring Fever
- The Student Prince in Old Heidelberg
- Sunrise: A Song of Two Humans
- The Taxi Dancer
- Tell It to the Marines
- Trolley Troubles
- Twelve Miles Out
- Two Arabian Knights
- The Understanding Heart
- Underworld
- The Unknown
- The Way of All Flesh
- Wings
- Winners of the Wilderness
- Women Love Diamonds

## Geboren
| Datum                 | Naam              | Beroep             |
| --------------------- | ----------------- | ------------------ |
| 17 januari († 2008)   | Eartha Kitt       | Actrice / zangeres |
| 7 februari            | Juliette Gréco    | Actrice / zangeres |
| 20 februari           | Sidney Poitier    | Acteur             |
| 1 maart               | Harry Belafonte   | Acteur / zanger    |
| 13 mei († 2001)       | Herbert Ross      | Regisseur          |
| 23 juni († 1987)      | Bob Fosse         | Regisseur          |
| 4 juli                | Gina Lollobrigida | Actrice            |
| 6 juli († 2004)       | Janet Leigh       | Actrice            |
| 16 september († 2011) | Peter Falk        | Acteur             |
| 14 oktober († 2017)   | Roger Moore       | Acteur             |
| 18 oktober († 1999)   | George C. Scott   | Acteur             |
| 31 oktober            | Lee Grant         | Actrice            |

## Overleden
| Datum  | Naam         | Leeftijd | Beroep |
| ------ | ------------ | -------- | ------ |
| 3 juni | Einar Hanson | 27       | acteur |

1870-1879 · 1880-1889 · 1890 · 1891 · 1892 · 1893 · 1894 · 1895 · 1896 · 1897 · 1898 · 1899 · 1900 · 1901 · 1902 · 1903 · 1904 · 1905 · 1906 · 1907 · 1908 · 1909 · 1910 · 1911 · 1912 · 1913 · 1914 · 1915 · 1916 · 1917 · 1918 · 1919 · 1920 · 1921 · 1922 · 1923 · 1924 · 1925 · 1926 · 1927 · 1928 · 1929 · 1930 · 1931 · 1932 · 1933 · 1934 · 1935 · 1936 · 1937 · 1938 · 1939 · 1940 · 1941 · 1942 · 1943 · 1944 · 1945 · 1946 · 1947 · 1948 · 1949 · 1950 · 1951 · 1952 · 1953 · 1954 · 1955 · 1956 · 1957 · 1958 · 1959 · 1960 · 1961 · 1962 · 1963 · 1964 · 1965 · 1966 · 1967 · 1968 · 1969 · 1970 · 1971 · 1972 · 1973 · 1974 · 1975 · 1976 · 1977 · 1978 · 1979 · 1980 · 1981 · 1982 · 1983 · 1984 · 1985 · 1986 · 1987 · 1988 · 1989 · 1990 · 1991 · 1992 · 1993 · 1994 · 1995 · 1996 · 1997 · 1998 · 1999 · 2000 · 2001 · 2002 · 2003 · 2004 · 2005 · 2006 · 2007 · 2008 · 2009 · 2010 · 2011 · 2012 · 2013 · 2014 · 2015 · 2016 · 2017 · 2018 · 2019 · 2020 · 2021 · 2022 · 2023 · 2024 · 2025